# Bärbel Braun
Bärbel Braun (* 20. Februar 1945) ist eine ehemalige deutsche Handballspielerin.
Sie spielte zunächst bei der SG Dynamo Karl-Marx-Stadt West und wurde von dort zum SC Leipzig delegiert, mit dem sie mehrfach DDR-Meister wurde.
Mit der Nationalmannschaft der DDR wurde sie 1971 Weltmeisterin und erzielte im Turnierverlauf sechs Tore (beim 15:8 gegen die Niederlande zwei Tore, gegen Dänemark beim 12:7 drei Tore und im Endspiel gegen Jugoslawien beim 11:8 einen Treffer). Auch bei der Weltmeisterschaft 1973 stand sie im Aufgebot der DDR und erzielte einen Treffer.
Nach der Wende war sie an der Kaufmännischen Berufsschule für Wirtschaft II in Chemnitz als Lehrerin für Sport und Allgemeine Wirtschaftslehre tätig. Sie lebt heute in Chemnitz.